# Zigor Martínez
Zigor Martínez (* 13. November 1992 in Vitoria-Gasteiz) ist ein spanischer Eishockeyspieler, der seit 2011 erneut beim CH Gasteiz in der spanischen Superliga spielt.

## Karriere
Zigor Martínez begann seine Karriere als Eishockeyspieler beim CH Gasteiz aus seiner baskischen Geburtsstadt Vitoria-Gasteiz. 2009 wechselte er zum anderen baskischen Verein in der Superliga, dem CH Txuri Urdin. Seit 2011 ist er wieder bei seinem Stammverein aktiv, mit dem er 2013 den ersten spanischen Landesmeistertitel in der Vereinsgeschichte errang.

### International
Für Spanien nahm Martínez im Juniorenbereich an den U18-Junioren-Weltmeisterschaften der Division II 2008, 2009 und 2010 sowie den U20-Junioren-Weltmeisterschaften der Division II 2009 und 2010 teil.
Im Seniorenbereich stand er im Aufgebot seines Landes bei der Weltmeisterschaft der Division II 2013.

## Erfolge
- 2013 Spanischer Meister mit dem CH Gasteiz.